# Daniel-André Tande
Daniel-André Tande (Narvik, 1994. január 24.–) norvég síugró, 2014 óta a Síugró-világkupa tagja, a 2018-as sírepülő-világbajnokság győztese.

## Karrierje
2014-ben indult először világkupa versenyen Bad Mitterndorfban. 2015 végén megszerezte első győzelmét, viszont az áttörést a következő év jelentette számára. A 2016–2017-es négysánc-verseny második, majd a harmadik állomásán is nyerni tudott, így nagy előnnyel érkezhetett Bischofshofenbe. Egészen az utolsó ugrásáig tartotta az első helyet, de az ugrása közben kioldott az egyik síléce és csak 117 méterre szállt. Így jelentősen visszacsúszott és csupán a harmadik helyen zárt Kamil Stoch és Piotr Żyła mögött. Ennek ellenére az év többi részén kiegyensúlyozott volt a teljesítménye, ennek köszönhetően tudta megtartani összetettbeli harmadik helyét Andreas Wellingerrel szemben.

## Világkupa eredményei

### Szezon végi helyezései
| Szezon  | Összetett | Négysánc | Sírepülés | Willingen Five | Raw Air | Planica7 | Titisee-Neustadt Five |
| ------- | --------- | -------- | --------- | -------------- | ------- | -------- | --------------------- |
| 2013/14 | 64.       | –        | 22.       |                |         |          |                       |
| 2014/15 | 45.       | 40.      | 42.       |                |         |          |                       |
| 2015/16 | 7.        | 24.      | 9.        |                |         |          |                       |
| 2016/17 | 3.        | 3.       | 11.       |                | 19.     |          |                       |
| 2017/18 | 3.        | 8.       | 5.        | 3.             | 5.      | 19.      |                       |
| 2018/19 | 35.       | 37.      | 16.       | —              | —       | —        |                       |
| 2019/20 | 9.        | 24.      | 14.       | —              | 18.     |          | 10.                   |

### Győzelmei
| #  | Szezon  | Dátum              | Helyszín               | Sánc                       |
| -- | ------- | ------------------ | ---------------------- | -------------------------- |
| 1. | 2015/16 | 2015. november 22. | Klingenthal            | Vogtland Arena HS140       |
| 2. | 2016/17 | 2017. január 1.    | Garmisch-Partenkirchen | Große Olympiaschanze HS140 |
| 3. | 2016/17 | 2017. január 4.    | Innsbruck              | Bergiselschanze HS130      |
| 4. | 2017/18 | 2018. február 3.   | Willingen              | Mühlenkopfschanze HS145    |
| 5. | 2017/18 | 2018. március 11.  | Oslo                   | Holmenkollbakken HS134     |
| 5. | 2019/20 | 2019. november 24. | Wisła                  | Malinka HS134              |
| 6. | 2019/20 | 2019. november 30. | Kuusamo                | Rukatunturi HS142          |

## Fordítás
- Ez a szócikk részben vagy egészben  a   Daniel-André Tande című angol Wikipédia-szócikk fordításán alapul.  Az eredeti cikk szerkesztőit annak laptörténete sorolja fel. Ez a jelzés csupán a megfogalmazás eredetét és a szerzői jogokat jelzi, nem szolgál a cikkben szereplő információk forrásmegjelöléseként.